# ジヒドロリポ酸
ジヒドロリポ酸(dihydrolipoic acid)は、リポ酸の還元型である。カプリル酸の6位と8位にそれぞれチオールが置換した構造であり光学活性があるが、生化学的活性を有するのはR体のみである。リポ酸とジヒドロリポ酸のペアは様々な生化学的変換に関与している。